# Catmandu
Catmandu (em nepali:  काठमांडौ; romaniz.: Kathmandu; pronunciado: [kɑːʈʰmɑːɳɖuː]; em neuari: येँ देय्‌) é a capital e a maior cidade do Nepal. Localiza-se no centro do país, a 1 400 metros de altitude. Em 2018 tinha de aproximadamente 2,5 milhões de habitantes. Foi fundada em 723 pelos neuaris. A parte antiga da cidade caracteriza-se por abrigar grande quantidade de templos e palácios budistas e hindus, a maioria deles do século XVII. Muitos destes monumentos foram danificados por terremotos. No vale de Catmandu, há sete sítios classificados pela UNESCO como Património da Humanidade. Catmandu converteu-se num sítio muito visitado pelos turistas desde a década de 1960, por hippies, montanhistas e turistas em geral.

## História
A história da cidade de Catmandu é inseparável da do vale de Catmandu e remonta a tempos antigos. Explorações arqueológicas indicam que Catmandu e outras duas cidades-irmãs no vale foram as cidades mais antigas e estão ligadas ao período entre 167 a.C. e 1 d.C. Escavações realizadas em Hadigaon e Lubhu, na parte sul do vale, em Catmandu, desenterraram paredes de tijolos e ferramentas da Idade da Pedra.
Em 1992, ao cavar uma vala para a fundação de uma casa em Maligaon, no leste de Catmandu, se encontrou uma figura masculina em tamanho natural (171 cm x 49) esculpida em arenito claro, claramente feita no estilo Kushana. A escultura foi doada por um monarca da dinastia Licchavi ou pré-Licchavi chamado Jaya Varman, conforme uma inscrição no pedestal, embora a identidade atual da figura seja contestada. Considera-se que é provável ser Jaya Varman o retratado. É a mais antiga inscrição conhecida do vale de Catmandu. "A inscrição na presente escultura, claramente datada de Samvat 107, provavelmente correspondente a 185 d.C., oferece evidências desaparecidas, e empurra para trás a documentação epigráfica do governo real no vale de Kathmandu em quase trezentos anos".
A configuração geológica do vale aponta para a existência de um lago perto do desfiladeiro de Chobar, no Rio Bagmati, abaixo da actual Templo de Pashupatinath, que era um local de peregrinação durante o período de Buda. Segundo uma lenda, esse lago teria sido drenado por Manjushree Bodhisatva, um santo budista. Como resultado, teria sido criado um vale fértil no local, onde as pessoas teriam começado a cultivar e a construir casas. Enquanto o vale crescia, se diz que Manjushree teria adorado Swayambhu sobre a colina onde o templo Swayambhu está atualmente localizado. Ele também teria fundado a cidade de Manjupatan, que se situa dentro da actual área metropolitana de Catmandu, localizada entre Swayambu e Gujeswari, perto do atual aeroporto. Ele mesmo teria indicado seu discípulo Dharma Karma como governante da cidade.
Na sequência do estabelecimento desta cidade, é dito que Krakuchanda Buda, Buda Kanak Muni e Kashyapa Buda teriam visitado o vale de Catmandu para adorar Swayambhu e Gujeshwari. Prachanda Deva, rei de Gaur (Bengala), construiu a estupa Swayambu, que encerra a chama eterna, e o seu sobrinho Gunakadeva foi ungido como o rei do Nepal. O último governante de sua dinastia, Singhakhetu, trouxe a prosperidade para o reino. Após a dominação da dinastia Gunakadeva, os governantes da Índia, particularmente de Bengala e da então província de Madras (o atual Tâmil Nadu), dominaram Catmandu. Dharma Dutta de Kanchipuram, em Tamil Nadu, é citado como o construtor do templo Pashupatinath em Catmandu. Este foi seguido pelo reinado da dinastia Abhir (de vaqueiros) dos governantes e da oitava Kiratis disse ser originalmente da região do morro do nordeste da Índia (700 a.C.). Uma sucessão de 29 governantes reinaram até os Lichhavis chegarem ao poder.
As quatro estupas ao redor da cidade de Patan, perto de Kendra Hiranyavarna Mahavihara (chamado "Patukodon"), a 5 km (3,1 mi) de Catmandu, dizem ter sido erguidas por Charumati.

## Cidades-irmãs
Catmandu é geminada com:
- Dortmund, Alemanha
- Edimburgo, Reino Unido
- Eugene, Estados Unidos
- Isfahan, Irã
- Joanesburgo, África do Sul
- Quioto, Japão
- Lahore, Paquistão
- Matsumoto, Japão
- Salvador, Brasil
- Minsk, Bielorrússia
- Pau, França
- Pyongyang, Coreia do Norte
- Quebec, Canadá
- Cincinnati, Estados Unidos
- Xian, China
- São Paulo, Brasil
- Yangon, Myanmar